# Redoma

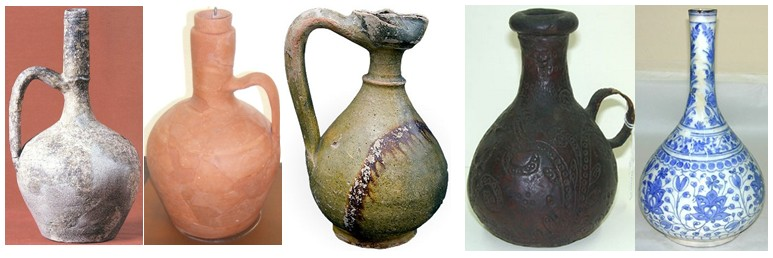
Redomas cerámicas: (de izq. a dcha.) 1, 2 y 3, redomas árabes -siglos XI al XIII- del Califato de Córdoba (España), halladas en Dénia (Alicante) y Medina al-Zahara (Córdoba). 4 y 5, redoma de cuero repujado, y redoma de escuela turca del, ambas en el Museo Lázaro Galdiano (Madrid, España).

Redoma es una vasija de pequeño tamaño, originalmente cerámica y luego de vidrio, ancha en su base y que se va estrechado hasta la boca. Útil para escanciar líquidos, está provista de un asa, aunque existe la redoma sin asa, denominada limeta.
En alfarería, la redoma, característica de la cerámica medieval, es recipiente de cuello alto y estrecho de tamaño medio o pequeño y con asa. Usado para escanciar.
El término se considera arabismo. Para Corripio es receptáculo, sinónimo de vasija, frasco, botellón. En contextos de laboratorio, la redoma aparecerá entre alambiques y destiladores, matraces y retortas.

## Una redoma deLas mil y una noches
Encendida ya la lumbre, el beduino se sacó de entre el traje un vasito de hierro y una redoma, que estaba tallada en un solo rubí, y contenía una materia roja. "¡Ya ves esta redoma de rubí, Hassán Abdalah; pero no sabes lo que contiene!" Y se interrumpió un momento, y añadió: "¡Es la sangre del Fénix!" Y así diciendo, destapó la redoma, echó su contenido en el vaso de hierro, y lo mezcló con el corazón y los sesos de la serpiente cornuda. Y puso el vaso en la lumbre, y abriendo el manuscrito de piel de gacela, leyó palabras ininteligibles para mi entendimiento.
Las mil y una noches (tomo V: "pero cuando llegó la 792ª noche"). Anónimo

## Redomas sagradas

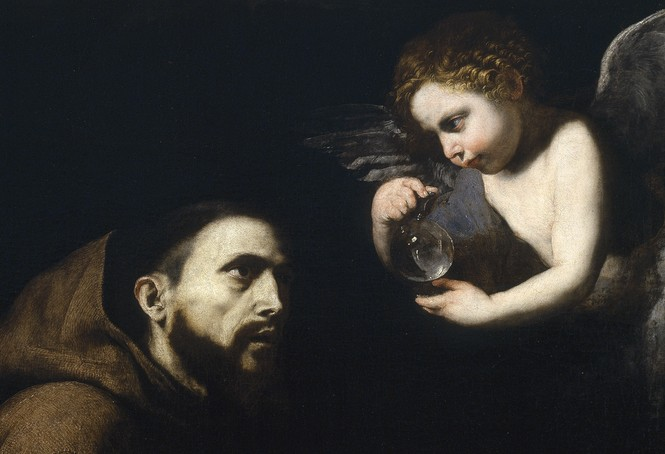
Detalle de la redoma de cristal, continente simbólico de pureza, en el cuadro de José Ribera: Visión de San Francisco de Asís, (pintado hacia 1636 - 1638), expuesto en el Museo del Prado de Madrid.

Existe una amplia serie de cuadros del XVII y el XVIII que con el título general aproximado de San Francisco recibiendo la redoma sagrada, recogen el episodio contado por el humilde santo de Asís. En ellos la redoma sirve de recipiente a la 'mística pureza' invocada por Francisco. Entre los artistas que lo pintaron: José Ribera y el Guercino, en Europa, y Antonio de Torres y José Bernardo Couto, en América.

### En la Biblia
- 1 Samuel 10:1 Tomando entonces Samuel una redoma de aceite, la derramó sobre su cabeza, y lo besó, y le dijo: ¿No te ha ungido Jehová por príncipe sobre su pueblo Israel?[6]
- 2 Reyes 9:1 [Jehú es ungido rey de Israel] Entonces el profeta Eliseo llamó a uno de los hijos de los profetas, y le dijo: Ciñe tus lomos, y toma esta redoma de aceite en tu mano, y ve a Ramot de Galaad.
- 2 Reyes 9:3 Toma luego la redoma de aceite, y derrámala sobre su cabeza y di: Así dijo Jehová: Yo te he ungido por rey sobre Israel. Y abriendo la puerta, echa a huir, y no esperes.
- Salmos 56:8 Mis huidas tú has contado; Pon mis lágrimas en tu redoma; ¿No están ellas en tu libro?